# 四牌楼 (中国科学技术大学)
四牌楼是位于中华人民共和国安徽省合肥市包河区的中国科学技术大学东校区南部的一个地区。

## 历史
四牌楼是中国科大的一个标志性地点，位于中国科大在合肥历史最长的东校区内。狭义的四牌楼指中国科大编号为151、152、153和154号楼四栋楼， 90年代末期改为222、223、230和231号。而“四牌楼”也常被称呼四栋楼周围地区。四栋建筑物于1970年代末同时建成，形状、格局相似，均为四层。建成后的四栋楼成为了恢复高考后入学学生的男生宿舍。后223、231楼转为办公与行政用途，222、230楼仍为男生学生宿舍。
“四牌楼”的称呼据称来自于合肥的四牌楼地区。
四栋建筑物间的公路名为四牌楼路，是中国科大东校区的一条主要道路，西端经东校区西小门与金寨路连接。
2013年，中国科大宣布计划拆除四栋建筑物中223、231两栋，和周边的科大附中、低温实验室区域，建设“中国科大物质科学技术园区”。

## 链接
- 中国科大校园地图

31°50′12.13″N 117°15′50.31″E / 31.8367028°N 117.2639750°E